# Jacob Boserup
Jacob Boserup (født 14. maj 1808 på gården Rotterdam ved Viborg, død 27. august 1884) var en dansk proprietær og politiker.
Boserup arbejdede på kontor i Tyrsting-Vrads Herreder og senere Skanderborg Amt efter sin konfirmation. Han tog dansk juridisk eksamen i 1830, og blev fuldmægtig bos by- og herredsfogeden i Holstebro fra 1832 til 1837. Han købte hovedgården Stubbergård ved Holstebro af sin far i 1837. Fra 1850 til 1856 ejede han også en gården Løvenholt ved Silkeborg. Han var med til at købe Skåphus på Alheden i 1854, og købte i 1860 sammen Alfred Hage Sindinggård og Schæferigården ved Herning. Han solgte Stubbergård og Sindinggård igen, men beholdt Schæferigården til sin død.
Boserup var suppleant til stænderforsamlingen for Nørrejylland og deltog i samlingens møder i Viborg i 1844 og 1846. Han var medlem af Folketinget valgt i Ringkøbing Amts 2. valgkreds (Lemvigkredsen) fra 1849 til maj 1853, samt medlem af Landstinget fra 1853 til 1855.
Han blev udnævnt til ridder af Dannebrog i 1852.